# Ermenegildo Luppi
Ermenegildo Luppi (Modena, 1877 – Roma, 1937) è stato uno scultore italiano.
Dal 1901 si stabilì a Roma, ove scolpì nel 1911 il fregio della Galleria nazionale di arte moderna. Nel 1912 scolpì Anime sole, il suo lavoro più celebre, e nel 1921 la Pietà del cimitero di Francavilla al Mare (CH). Nel 1923 realizzò la "Pietà" per l'entrata del Cimitero Vantiniano a Brescia. Alla fine degli anni Venti realizzò il monumento ai caduti della prima guerra mondiale ad Avezzano (AQ) intitolato Gloria al fante. L'opera fu ufficialmente inaugurata nel 1931 in piazza Risorgimento, dopo la seconda guerra mondiale fu collocata in piazza Torlonia.
Fu il padre di Gastone Luppi comandante di aeronautica militare.